# .hack//Mutation
.hack//Mutation est un jeu vidéo sorti en septembre 2002, basé sur le projet .hack.
Ce jeu est disponible uniquement sur PlayStation 2. Il est la seconde partie du jeu. La précédente partie est .hack//Infection et les parties suivantes sont .hack//Outbreak et .hack//Quarantine.